# Hidroheterolita
L'hidroheterolita és una varietat d'heterolita, un mineral de la classe dels òxids que pertany al grup de l'hausmannita. Va rebre el seu nom el 1928 per Charles Palache en al·lusió al seu contingut en aigua i la seva relació amb l'hetaerolita. L'any 2019 va ser desacreditada com a espècie per l'Associació Mineralògica Internacional.

## Característiques
L'hidroheterolita és un òxid de fórmula química ZnMn₂O₄·H₂O. Cristal·litza en el sistema tetragonal. Es troba en forma de fibres agrupades en masses radiades amb superfícies botrioides, també a granular massiva i en forma d'agregats que poden trobar-se incrustats en calcofanita. La seva duresa a l'escala de Mohs és 5 a 6.
Segons la classificació de Nickel-Strunz pertany a «04.BB: Òxids amb proporció Metall:Oxigen = 3:4 i similars, amb només cations de mida mitja» juntament amb els següents minerals: cromita, cocromita, coulsonita, cuprospinel·la, filipstadita, franklinita, gahnita, galaxita, hercynita, jacobsita, manganocromita, magnesiocoulsonita, magnesiocromita, magnesioferrita, magnetita, nicromita, qandilita, espinel·la, trevorita, ulvöspinel·la, vuorelainenita, zincocromita, hausmannita, hetaerolita, iwakiïta, maghemita, titanomaghemita, tegengrenita i xieïta.

## Formació i jaciments
És l'etapa posterior de la mineralització d'un dipòsit de silicat de zinc i d'òxid de zinc en marbre. Es creu que pot ser el resultat de l'alteració avançada de la franklinita. Va ser descoberta l'any 1928 a partir de material de la mina Wolftone, a Leadville (Colorado, Estats Units) i de la mina Marshall, a Ogdensburg (Nova Jersey, Estats Units). Als territoris de parla catalana ha estat descrita a la mina Linda Mariquita (El Molar, Priorat).